# 张相麟
张相麟（1915年—2010年），男，浙江仙居人，中国机械制造专家，曾任第五届全国人大代表，第六届全国政协委员。

## 家庭
妻子王如芝。